# Operação Gladio
Operação Gladio (em português, "Gládio") foi o codinome dado às operações terroristas que foram organizadas pela Western Union (participantes da Organização do Tratado de Bruxelas) e, posteriormente, pela OTAN e pela CIA, em colaboração com várias agências de inteligência europeias. Embora Gladio se refira especificamente ao ramo italiano das organizações permanentes da OTAN, "Operação Gladio" é usado como um nome informal para todas elas. Essas operações de salvaguarda foram preparadas em muitos países membros da OTAN, e também em alguns países neutros. Inicialmente, foi projetada como uma contramedida para a eventualidade de uma possível invasão e conquista da Europa Ocidental por parte dos países que aderiram ao Pacto de Varsóvia, porém com o tempo elas decaíram em terrorismo, executado em prol da manutenção de uma estratégia de tensão.

## Aspectos Gerais
Membros da operação formavam uma organização clandestina do tipo stay-behind ("ficar atrás"), constituída por oficiais do serviços de informação italianos, delineada pela CIA e pelo MI6 à época da Guerra Fria, nominalmente com objetivo de contrapor-se a uma eventual invasão da Itália pela União Soviética através do uso secreto de forças paramilitares de elite, situadas em vários países capitalistas.
Com o tempo, entretanto, essas operações degeneraram em manipulação das democracias do continente Europeu, com o emprego de várias estratégias de guerra suja (em especial a chamada estratégia da tensão), através da infiltração de agentes provocadores e da utilização de operações de bandeira falsa (como no caso do atentado da Piazza Fontana de Milão, em 1969) que tinham o objetivo de destruir a imagem pública de partidos e organizações políticas (nacionalistas e comunistas), que não apoiassem os Estados Unidos durante a Guerra Fria, apontando-os falsamente como autores dos ataques terroristas, sabotando assim sua ascensão nos processos eleitorais das nações Europeias.
Durante a Guerra Fria, quase todos os países da Europa Ocidental organizaram redes stay-behind sob o controle da OTAN (Áustria, Bélgica, Finlândia, França, Alemanha, Grécia, Noruega, Países Baixos, Portugal, Espanha, Suécia, Suíça, Turquia e Reino Unido) contando com apoio do Vaticano.
No entanto, a existência da Gladio — da qual apenas se suspeitava até as revelações feitas pelo membro da Avanguardia Nazionale, Vincenzo Vinciguerra, durante seu processo, em 1984 — só foi reconhecida oficialmente pelo Presidente do Conselho italiano, Giulio Andreotti, em 24 de outubro de 1990, quando se referiu a uma "estrutura de informações, resposta e salvaguarda". A Gladio tentou influir na política interna italiana, usando a estratégia da tensão.